# Eriobotrya oblonga
Eriobotrya oblonga là loài thực vật có hoa trong họ Hoa hồng. Loài này được (Lindl.) D. Dietr. mô tả khoa học đầu tiên.